# Departamenty Armii
Departamenty Armii – termin odnoszący się do podziału terytorialnego United States Army, używany – nie licząc wyjątków – do zakończenia I wojny światowej. W roku 1920 większość departamentów została przekształcona w korpusy, jednakże departamenty Hawajów, Strefy Kanału Panamskiego i Filipin zostały przy dotychczasowych nazwach. W roku 1939 powstał Departament Portoryko, ale w maju 1941 roku został włączony − wraz z Departamentem Strefy Kanałowej − do nowo utworzonego Dowództwa Obrony Karaibów, przy czym oba pozostały przy nazwie departament.
W czasie trwania wojny rewolucyjnej poza Armią Kontynentalną i luźnymi formacjami milicji stanowych zorganizowane siły zbrojne Stanów Zjednoczonych jeszcze nie istniały, chociaż przyjęto oficjalnie, że powstały 14 czerwca 1775 roku. Dopiero po zwycięstwie, gdy zaczęły narastać problemy (między innymi w marcu 1783 roku wybuchł bunt oddziałów, którym nie wypłacano na czas żołdu), podjęto próby organizacji i podziału armii pod względem terytorialnym.

## XIX wiek

### Wojna roku 1812

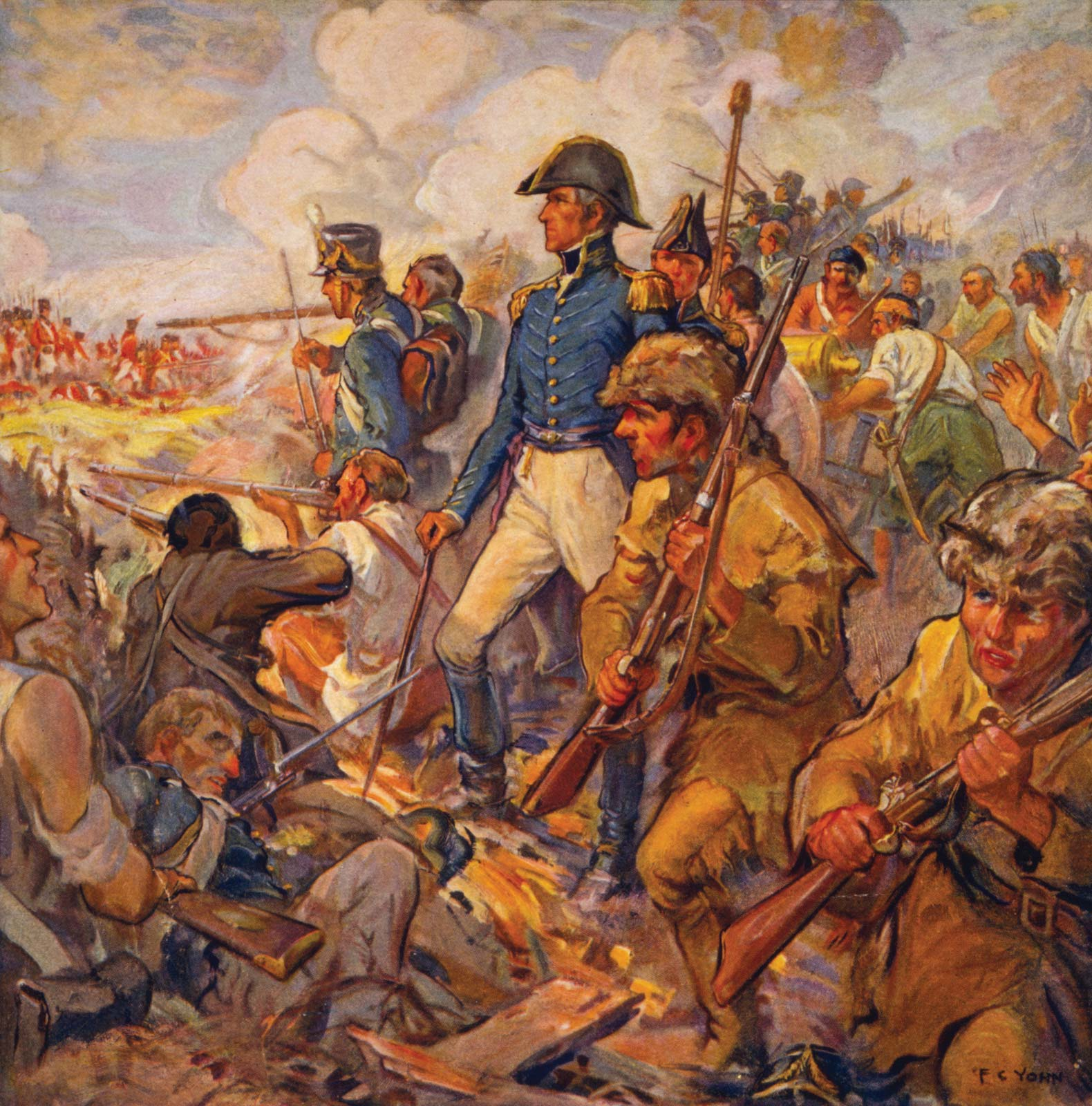
Bój o Nowy Orlean 1815

Podczas wojny brytyjsko-amerykańskiej US Army została podzielona terytorialnie na dziewięć okręgów wojskowych. Stało się to 19 marca 1813 roku zgodnie z Rozkazem Ogólnym Departamentu Wojny. 2 lipca 1814 roku liczbę okręgów zwiększono do dziesięciu, ale w styczniu następnego roku ponownie zredukowano do dziewięciu łącząc Okręg 4 z Okręgiem 5. Okręgi wojskowe przestały ostatecznie istnieć 17 maja 1815 roku.

### 1815–1821
17 maja 1815 roku, po zakończeniu wojny z Wielką Brytanią, okręgi zastąpiło dziesięć Departamentów Wojskowych, podzielony na dwa wydziały (ang. Military Divisions), północny i południowy, z jednym generałem-majorem i dwoma generałami-brygadierami na czele. 
- Wydział Północny (maj 1815–maj 1821)

Pięć departamentów, przy czym departamenty 1, 3 i 4 były kilkakrotnie łączone ze sobą 
- Wydział Południowy (maj 1815–maj 1821)

### 1821−1837

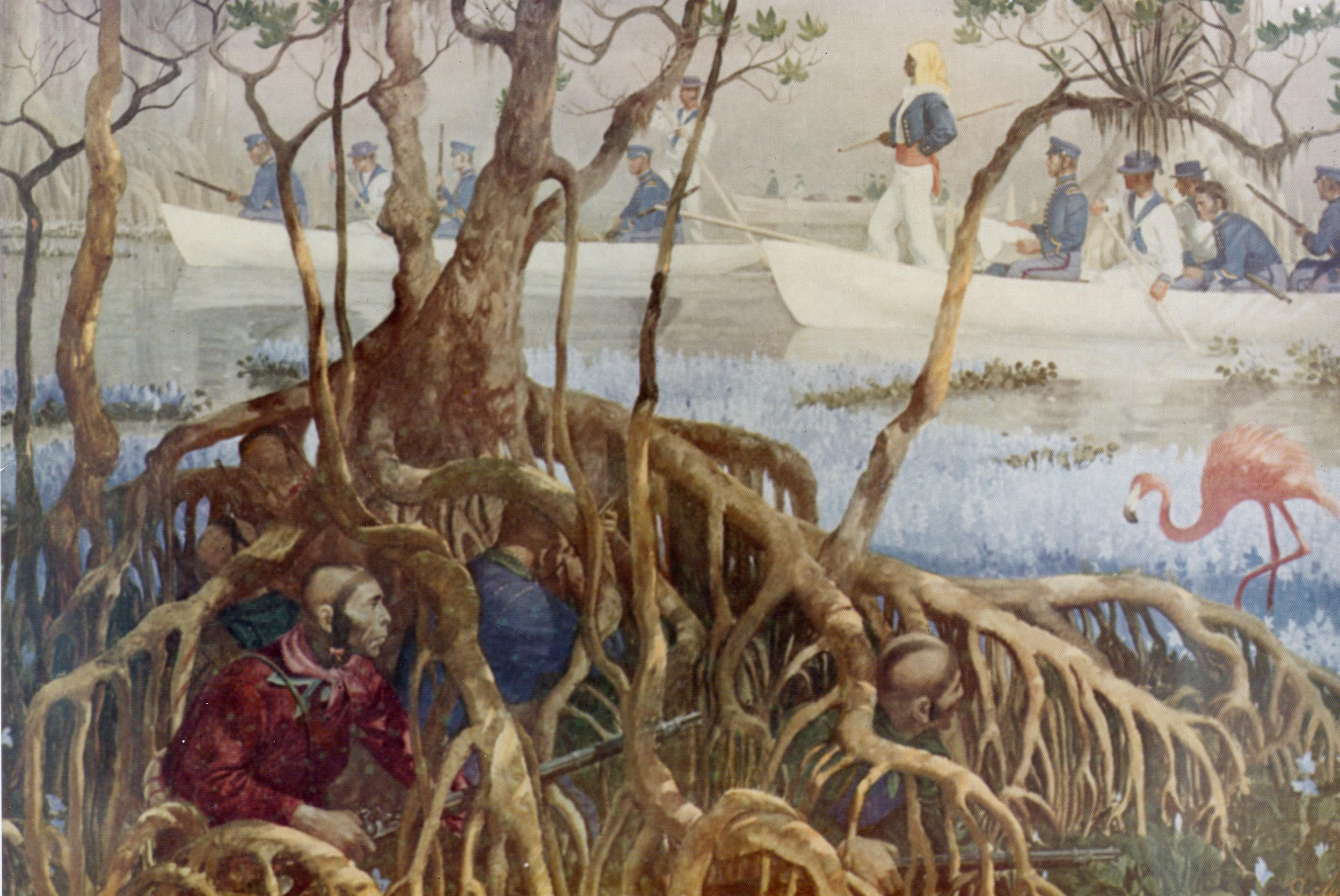
Wojny z Semonolami

W marcu 1821 roku nastąpiła reorganizacja US Army: zmniejszenie liczebności do 6126 żołnierzy oraz podział na departamenty wschodni i zachodni. Ten podział miał trwać (w zależności od formacji) od jedenastu do szesnastu lat. Obok obu departamentów istniały też:
- Prawe Skrzydło Zachodniego Departamentu, 1832–1837
- Armia Pogranicza, 1832
- 1 Korpus Armii Północnego Zachodu, 1832
- Armia Południowo-Zachodniego Pogranicza, 1834–1837

### 1837−1844
W roku 1837 armia liczyła 7957 żołnierzy, z czego prawie połowa służyła na Florydzie. Zgodnie z ówczesnym podziałem (wrócono do nazwy wydział), istniejącym aż do 1842 roku, tylko kilka departamentów było podporządkowanych wschodniemu lub zachodniemu wydziałowi. Granicę między wydziałami stanowiła rzeka Missisipi. Pozostałe departamenty, w różnym czasie, działały niezależnie. Reforma roku 1842 wprowadzała również (celem obniżenia kosztów) stopień brevet oficera.

### 1844−1848

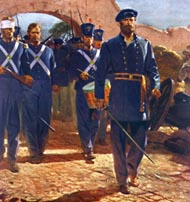
Wojna z Meksykiem

Od roku 1844 zaczęło narastać napięcie na granicy USA z Meksykiem, co w roku 1846 doprowadziło do wybuchu wojny. To wymagało zwiększenia liczebności armii (powołano między innymi 50 000 krótkoterminowych ochotników). Jednocześnie nastąpiła kolejna reorganizacjach w dywizjach dowodzonych przez brevet generałów. Nadal obowiązywał podział na wydziały wschodni i zachodni, z dwoma departamentami każdy, a ponadto, dla prowadzenia działań i zabezpieczenia terytoriów na południowym zachodzie utworzono trzy dodatkowe departamenty (jeden z nich obejmował nowe nabytki, jakimi były (Kalifornia i Oregon)

### 1848−1853

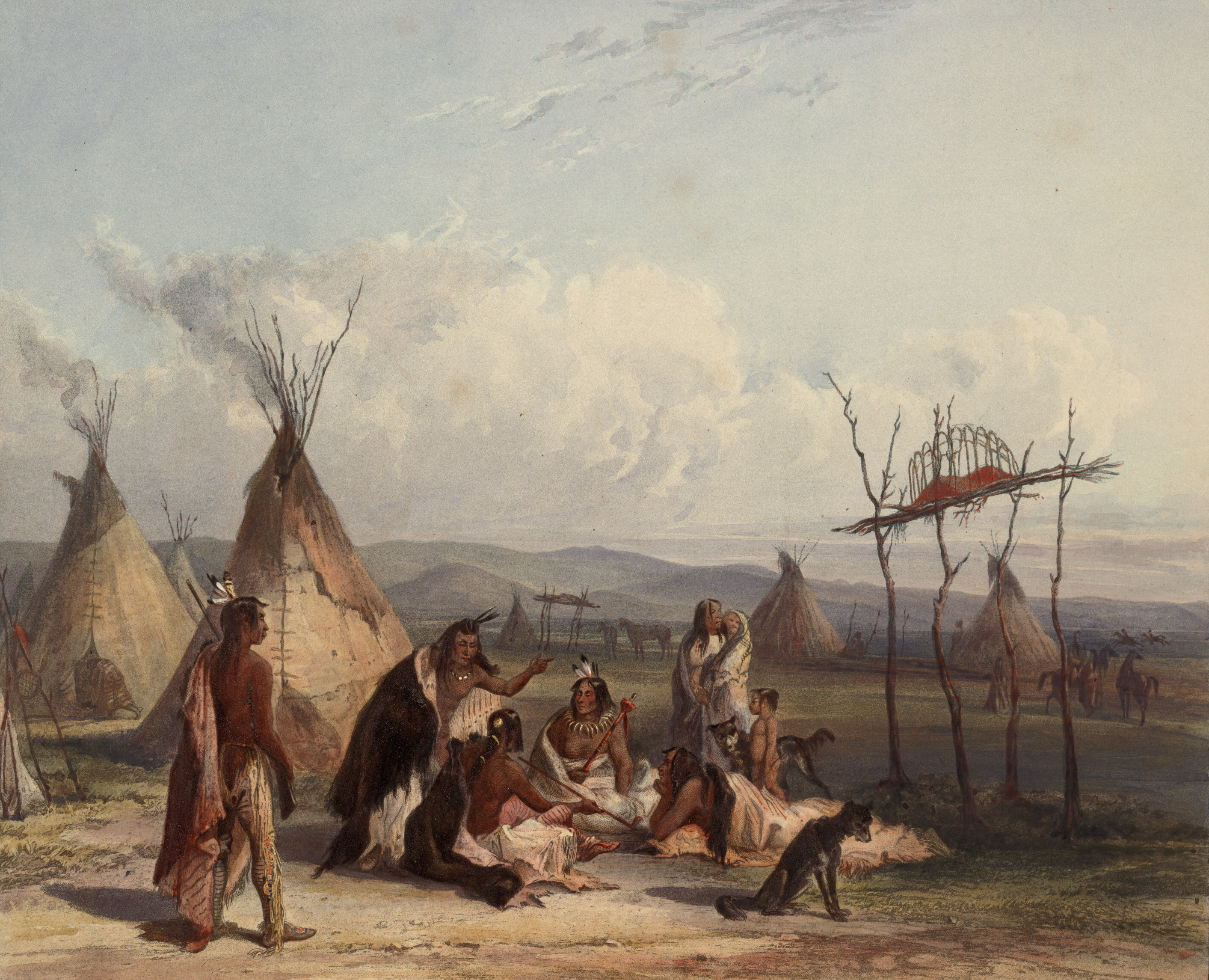
Wioska indiańska

W tym okresie, po odstąpieniu przez Meksyk Kalifornii i Nowego Meksyku, szczególnym obiektem zainteresowania Armii stało się „pogranicze” zamieszkane przez dość liczne i bitne plemiona indiańskie. Jej zadaniem stała się ochrona ciągnących na zachód osadników, wytyczających nowe szlaki i kartujących pozyskane terytoria mierniczych oraz budowniczych Fortów i linii kolejowych. Wszystkie departamenty były podporządkowane trzem wydziałom (doszedł wydział Pacyfiku).
Najtrudniejsze wyzwanie stało przed departamentami Zachodu, gdzie odnotowano 22 większe konflikty zbrojne. Armia była odpowiedzialna za utrzymanie równowagi między Indianami i osadnikami, stając z reguły po stronie tych ostatnich. Oddziały pełniące służbę na „pograniczu” opierały się głównie na oficerach młodszych (porucznikach i kapitanach), którzy – trzymani latami bez awansu w odległych fortach – nabywali doświadczenia i wprawy bojowej, która miała im się przydać w czasie nadchodzącej wojny domowej.

### 1853−1861

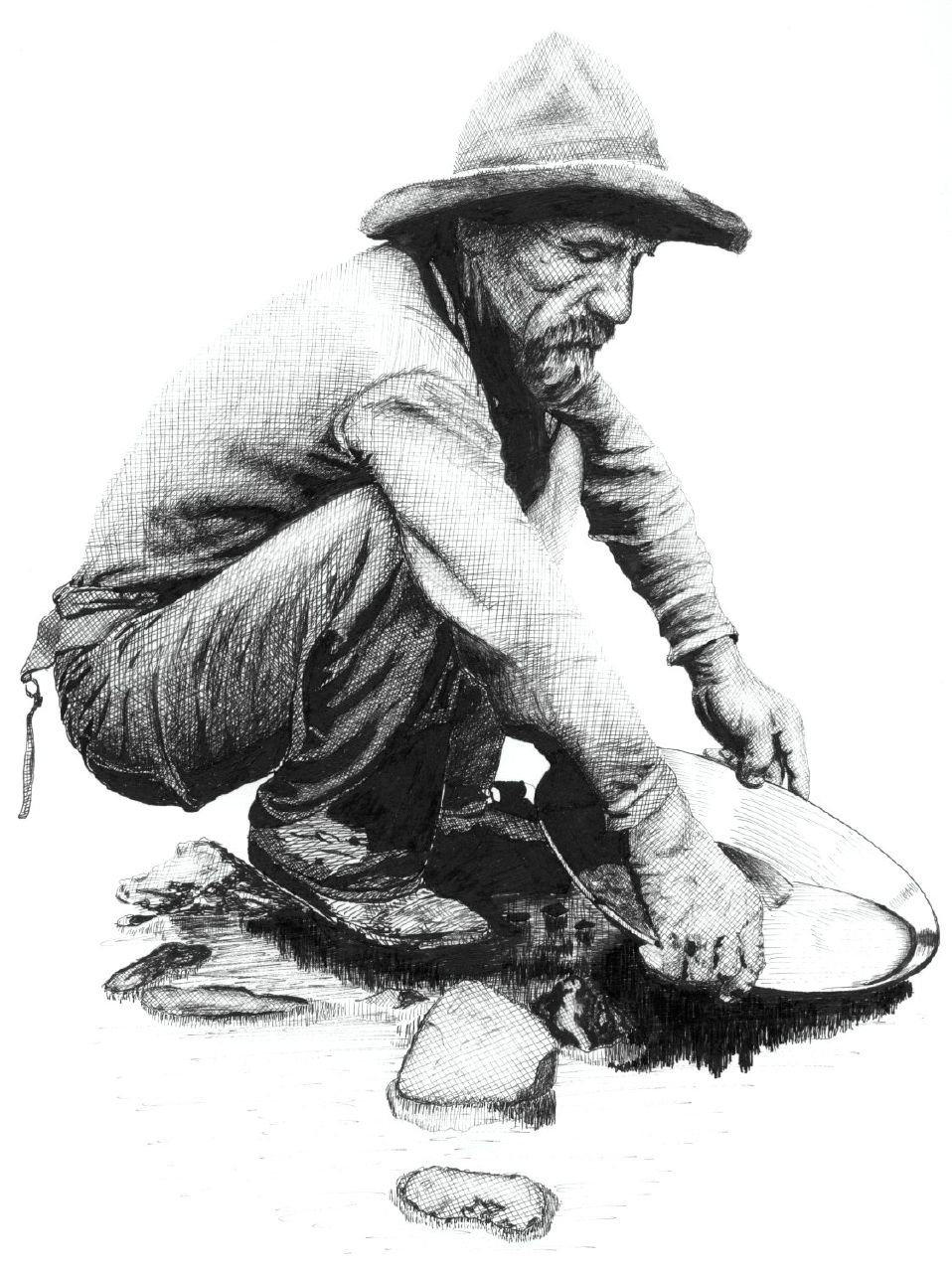
Poszukiwacz złota

31 października 1853 roku podział na wydziały został zniesiony, a sześć zachodnich departamentów skonsolidowano w czterech departamentach Teksasu, Nowego Meksyku, Zachodu i Pacyfiku, dowódcy których wykorzystywali swe oddziały w miarę potrzeb. System powrócił do sześciu departamentów w roku 1858, kiedy to powstał Departament Utah, a Departament Pacyfiku podzielono na departamenty Kalifornii i Oregonu.
Armia liczyła oficjalnie 13 821 oficerów i żołnierzy, ale w rzeczywistości było ich 10 417, z czego 8342 teoretycznie, a 6918 faktycznie na zachodnim pograniczu, co oznaczało, że w każdym z 54 posterunków służyło średnio 124 ludzi. Podniesiono też – o 4 USD – miesięczny żołd, przy czym służący powtórnie dostawali 2 USD więcej, a ci co zostali na kolejne pięć lat, jeszcze 1 USD.

### 1861−1865
W czasie wojny secesyjnej departament był jednostką terytorialną w strukturze organizacyjnej Armii Unii, podlegającą zwykle bezpośrednio Departamentowi Wojny. Wiele departamentów Unii nosiło nazwy rzek, jak np. Departament Potomaku czy Departament Tennessee. Granice geograficzne tych departamentów ulegały częstym zmianom, podobnie jak ich nazwy. Wraz z rozbudową armii departamenty zaczęły podlegać wydziałom i częstokroć ulegały podziałowi na okręgi, a nawet (od roku 1862) na podokręgi. Sekretarz wojny Stanton powołał do życia United States Military Rail Road (USMRR). Do końca wojny rozbudowany został największy na świecie system linii kolejowych. USMRR dysponowała blisko 4000 km torowisk. W roku 1863 Armia Unii liczyła 920 000 ludzi, w tym zaledwie 40 000 armii regularnej; resztę stanowili ochotnicy.
- Armia Unii (struktura)

### 1865−1867

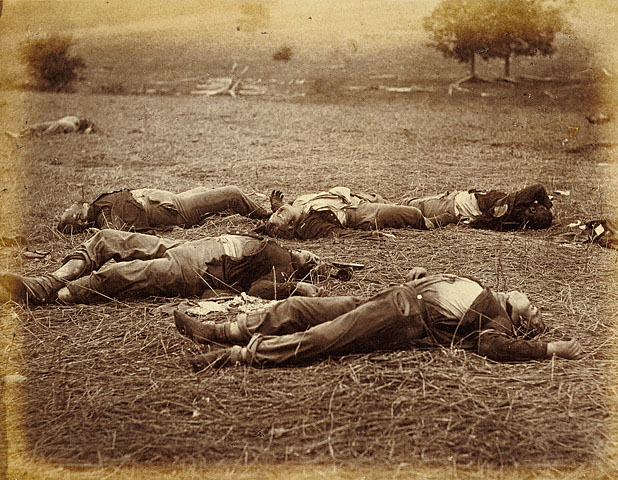
Pod Gettysburgiem

W tym powojennym okresie wydziały były podzielone na większą ilość departamentów. I tak Wydział Atlantyku miał ich sześć, Wydział Tennessee siedem oraz jeden niezależny okręg i jeden podokręg, Wydział Missouri trzy, Wydział Missisipi cztery, Wydział Zatoki pięć, a Wydział Pacyfiku dwa oraz inkorporowany w roku 1868 Departament Alaski. 

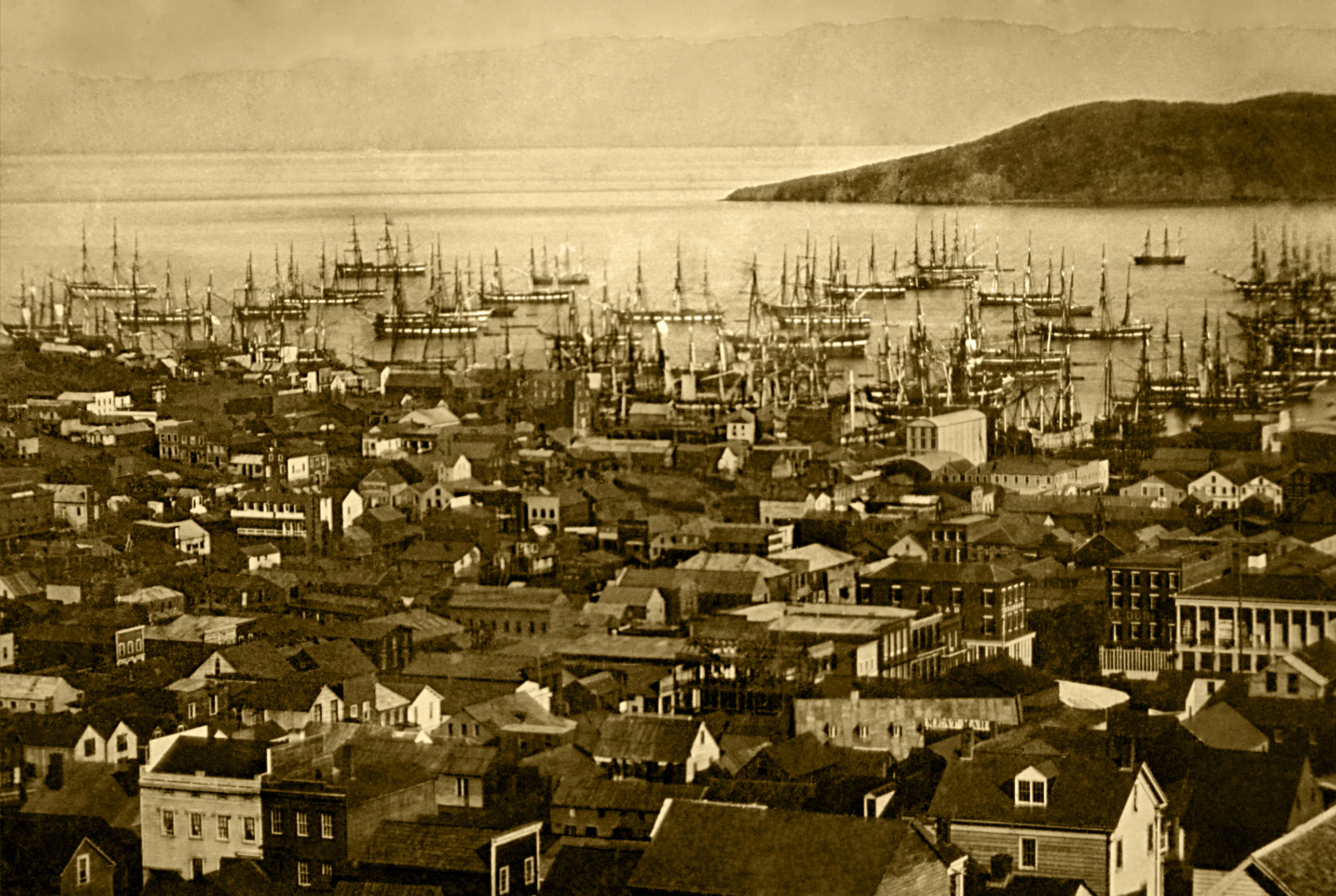
Statki pod San Francisco

### 1868−1904

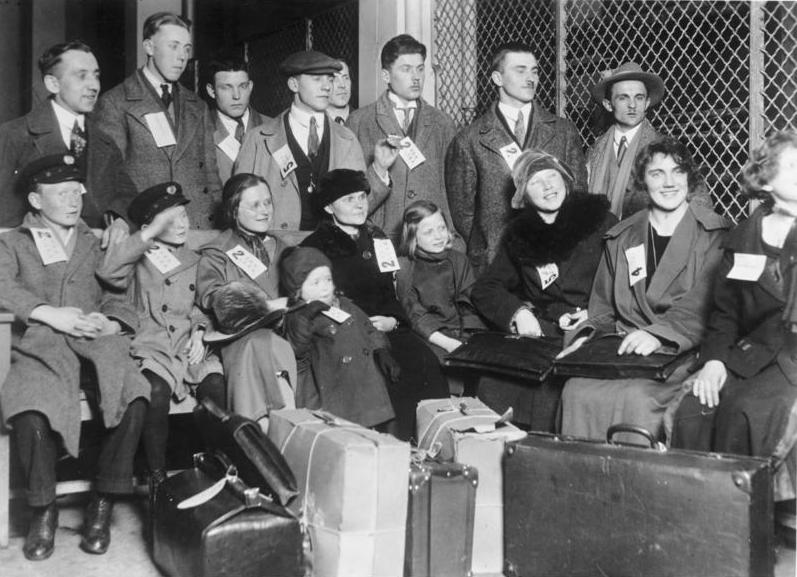
Imigranci z Europy

W tym okresie nie zaszły większe zmiany strukturalne. Armia uległa poważnemu zmniejszeniu i liczyła obecnie tylko 14 000 żołnierzy.

### 1898−1899
Najważniejszymi dla armii wydarzeniami były wojna amerykańsko-hiszpańska oraz powiązane z nią powstanie na Filipinach i bokserów w Chinach. Powstały wówczas (w miejsce wydziałów) departamenty, w tym po raz pierwszy zamorskie: Departament Visayas, Departament Mindanao i Jolo, Departament Luzonu i niezależny Okręg Wojskowy Hawajów. Departamentowi Pacyfiku podlegał VIII Korpus US Army.

## XX wiek

### 1904−1913
Departamenty zostały ponownie przeorganizowane i włączone do nowych wydziałów, które jednak wkrótce rozwiązano.

### 1913−1917
Henry Stimson, sekretarz wojny w administracji prezydenta Tafta, podzielił raz jeszcze armię na departamenty wschodni, południowy, centralny, zachodni oraz departamenty Hawajów i Filipin, a także okręgi artylerii nadbrzeżnej.

### 1917−1920
Przybyły departamenty południowo-wschodni i południowo-zachodni oraz (przywrócony) okręg artylerii nadbrzeżnej Strefy Kanału Panamskiego. Ten system istniał do końca I wojny światowej i interwencji w czasie rosyjskiej wojny domowej.